# منذر كبارة
منذر كبارة Munzer Kabbara- بطل سباحة عالمي، لبناني أمريكي، يلعب للمنتخب اللبناني في بطولات السباحة المختلفة، عمره 21 عامًا ويقطن في ولاية تكساس بالولايات المتحدة الأمريكية، يسافر إلي لبنان سنويًا للمشاركة مع فريقه اللبناني "مون لاسال". وهو حاصل علي العديد من الألقاب المحلية.

## السيرة الذاتية والمشوار الرياضي.
منذر كريم كبارة مولود في 3/9/2002 في مدينة طرابلس اللبنانية، يبلغ من العمر (21) عامًا، وعلي الرغم من أن كبارة يقطن في هيوستن بولاية تكساس بالولايات المتحدة الأمريكية ، الا أن بداياته كانت في إمارة دبي بالإمارات العربية المتحدة، حيث فاز ببطولة السباحة المدرسية في مدرسته وهو في سن العاشرة ، ثم سافر بعدها إلي الولايات المتحدة مع أسرته في 2012م وانضم لأحد أنديتها المحلية "نادي فلييت" ، تعرض بعدها كبارة لحادث منعه من السباحة لمدة ثلاثة أشهر، تماثل بعدها للشفاء وعاد لميادين السباحة من جديد ، وهو في الوقت ذاته يلعب لنادي لبناني اسمه "مون لاسال"، ويسافر اليه سنوياً للمشاركة في البطولات المحلية. يشرف على تدريبه في لبنان المدرب" إيلي بطرس"، أما في الولايات المتحدة فيشرف غلى تدريبه "لويس ديمترايدس"، عندما انهي المرحلة الثانوية تم قبوله بجامعة تكساس ايه أند إم، وهو يلعب لفريقها في السباحة والغوص. السباح المفضل عند كبارة هو السنغافوري جوزف سكولينغ.
كبارة هو أول سفير للعلامة التجارية “Reel Athlete” على منصة Podium X

## الانجازات الرياضية

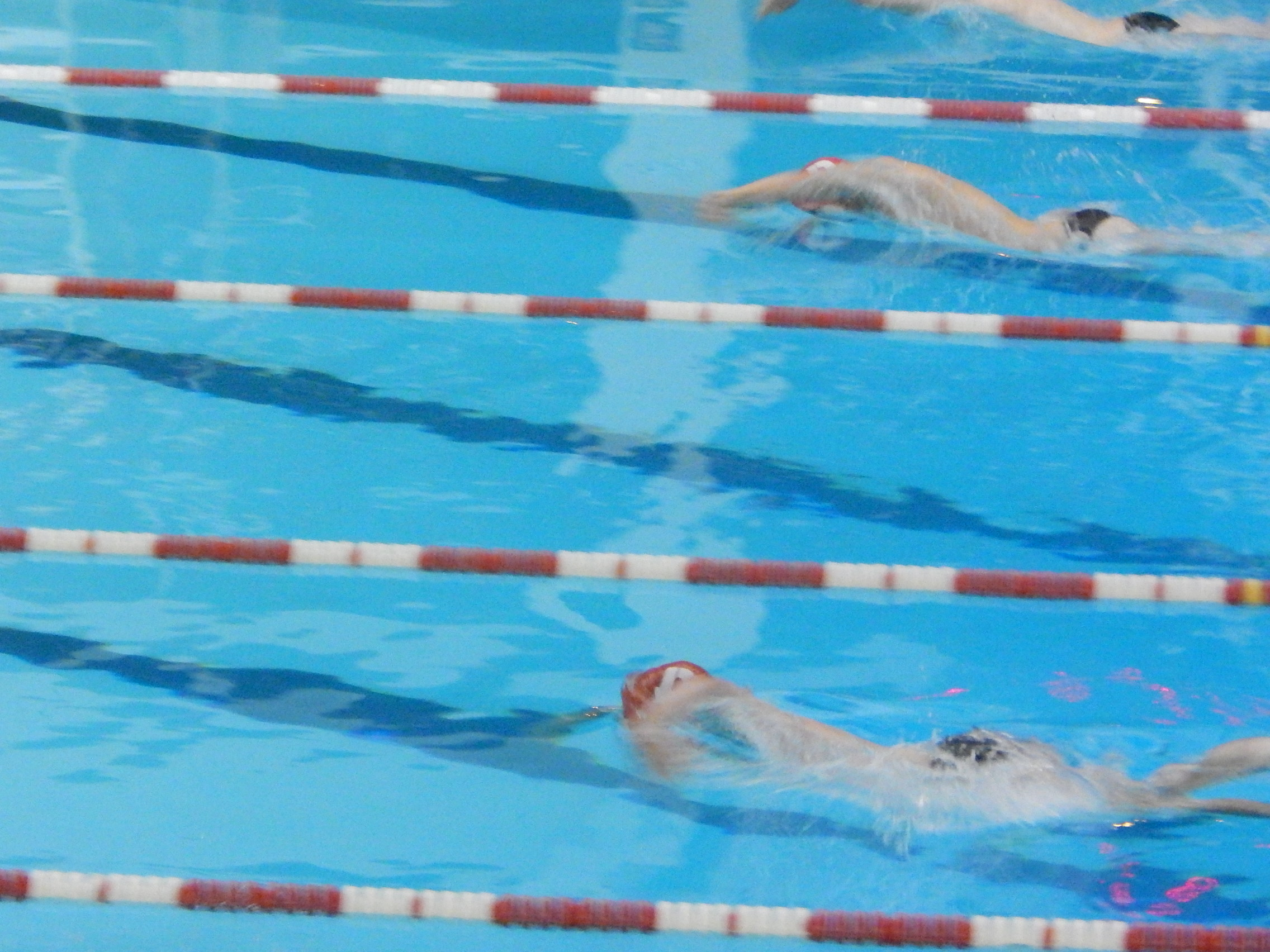

حقق كبارة العديد من الانجازات الرياضية في مجال السباحة ونذكر منها:
- أحرز الميدالية البرونزية، وسجل رقمًا قياسيًا محليًا، بزمن (2.03.49) محطماً الرقم السابق (2.05.43) والمسجل للاعب نفسه، وذلك في سباق 200 متر فردي متنوع في بطولة بويرتريكو الدولية المفتوحة للسباحة.
- أحرز الميدالية البرونزية، وسجل رقمًا قياسيًا محليًا، بزمن (4.26.96) محطماً الرقم السابق (4.27.45) والمسجل ايضا باسمه، وذلك في سباق 400 متر فردي متنوع في بطولة بويرتريكو الدولية المفتوحة للسباحة.
- شارك في بطولة العالم للناشئين بالولايات المتحدة الأمريكية في سن 14 عام.
- سجل رقمًا قياسيًا قي سباق 100 متر ظهراً للصغار 12 – 13 سنة 1:12:83 دقيقة، الرقم السابق 1:13:02 لمحمد جراب.بطولة لبنان الصيفية للسباحة 2015م
- سجل رقمًا قياسيًا في سباق 200 متر متنوعة فردي للصغار 12 – 13 سنة 2:28:52 دقيقتان، الرقم السابق 2:29:98 للسباح نفسه. بطولة لبنان الصيفية للسباحة 2015م
- شارك باسم لبنان في دورة الألعاب الأولمبية " أولمبياد طوكيو"( المشارك الوحيد من فئة الرجال في لبنان)
- شارك في دورة الالعاب الآسيوية التاسعة عشر المقامة في مدينة هانغزو الصينية.2023م
- سجل رقمًا قياسياً محلياً للبنان في اولمبياد طوكيو بزمن قدره (2.03.08) في تصفيات سباق 200 متر متنوع.
- سجل رقماً قياسياً محلياً للبنان في بطولة العالم للسباحة المقامة في فوكويوكا باليابان 2023م، بزمن قدره (2.02.99) في سباق 200 متر فردي متنوع .
- التأهل إلي بطولة العالم للسباحة بالدوحة 2024م.